# Historia de Cabimas
La historia de Cabimas comienza con sus primeros pobladores que eran recolectores, cazadores y pescadores, vivían entre el Lago de Maracaibo y la Guajira. El nombre de Cabimas se debe a una planta que los indígenas usaban con fines medicinales, (capaiba).
Cabimas pasó por tres etapas: Desde 1579 como aldea indígena, luego entre el siglo XVII y XX como pueblo rural y a partir de 1922 como pueblo petrolero. En 1829 Cabimas se reconoció como parroquia eclesiástica integrada al Cantón Altagracia, entre 1830 y 1835 fue elevada a parroquia civil. Entre 1870 y 1904, Cabimas pasó a ser Distrito y en 1989 se creó el Municipio autónomo Cabimas.

## Primeros Pobladores del área de Cabimas
Los primeros asentamientos humanos en el municipio Cabimas datan del siglo I de nuestra era, se han encontrado restos de alrededor de 10 asentamientos de diferentes épocas en las parroquias Germán Ríos Linares, San Benito y Arístides Calvani (La Mesa) que demuestran la presencia humana en la zona. Estos asentamientos eran temporales, y la población semi nómada y ganadera. Para el momento de la llegada de los europeos, vivían en Cabimas las tribus de los caquetíos y Añú de etnia arawak, estos últimos en palafitos a orillas del Lago de Maracaibo. Los caquetíos habitaban la Costa Oriental del Lago de Maracaibo, el Estado Falcón, la parte occidental del Estado Lara y las Antillas Neerlandesas. Vivían en chozas de madera y paja, navegaban en canoas, y conocían el mene (petróleo) y el kupaiwa (árbol de aceite o Cabimas) (Copaifera officinalis).

## La Misión
En 1532, Pedro y Francisco Martí, soldados de Ambrosio Alfinger, fueron los primeros europeos en pisar Cabimas; partieron de Maracaibo realizando un reconocimiento de toda la costa oriental hasta Moporo, donde establecieron «sementeras» (cultivos).
En 1670 vienen a la Provincia de Maracaibo frailes dominicos con el fin de convertir al catolicismo a los indígenas, esta misión de Santa Rosa de Lima con una capilla rústica todavía existía en 1682, pero para el comienzo del siglo XVIII fue abandonada por razones desconocidas, de ella quedó el nombre de La Rosa.
En 1707 llegaron frailes capuchinos de Valencia con Fray Andrés de los Arcos como comisario y fundaron una primera misión de San Antonio de Punta de Piedras al norte del río Olaya (hoy río Mene); esta misión también tuvo una existencia breve además de que para entonces ya estaba abandonada la misión de la Rosa.
Cabimas es el nombre dado por los frailes a los indígenas; los frailes ignorando el idioma o cultura de los aborígenes, les daban nombres de árboles locales a las tribus, como Cabimas, Onotos y Cocinas. Cabe destacar que Cabimas es una palabra Caribe y los indígenas de la zona eran arawacos y llamaban al mismo árbol copaiba. Como se acaba de mencionar, el nombre Cabimas es un exónimo, los indios no se llamaban a sí mismos Cabimas, se llamaban Caquetíos, por lo tanto fueron los monjes los que bautizaron a Cabimas. Los indígenas de Cabimas desaparecieron, mestizándose o emigrando y su cultura desapareció. Las aldeas indígenas de la zona no evolucionaron para convertirse en Cabimas, la misión sirvió más bien para ahuyentarlos, las aldeas indígenas no formaron una única Cabimas, palabra además Caribe, idioma que no hablaban.
El 1º de marzo de 1758 llegaron a Maracaibo frailes capuchinos de la provincia de Navarra y Cantabria. Eran 12 en total y el comisario Fray Andrés de los Arcos Capuchinos de valencia (España). Habían estado en esta Provincia, pero se trasladaron a Santa Fe, y los Navarros ocuparon su lugar.
Este grupo de frailes fundaron el 22 de diciembre de 1758 la misión de San Antonio de Punta de Piedras. Aunque no hubo guerra de conquista, las crónicas sí narran casos de crueldad contra los aborígenes, azotados y encarcelados por vivir en concubinato luego de haber sido casados por la iglesia, tal era el crimen del que se les acusaba, a los que se refiere esta historia era a los indios traídos a la Misión de San Antonio de Punta de Piedras desde la costa occidental (Mara o Perijá), quienes por lo tanto no eran los indígenas pacíficos de la costa oriental, según la crónica del obispo de Venezuela Mariano Martí en su visita a Cabimas en 1774.
En 1771, el obispo Mariano Martí Estadella, titular de la Diócesis de Caracas y Venezuela, da comienzo a su extensa visita pastoral por todas sus diócesis, que duró 12 años, 3 meses y 22 días.
Mariano Martí llegó a la Provincia de Maracaibo por los Puertos de altagracia y el 27 de febrero de 1774 embarcó en un "columbo" de la compañía guipuzcoana para los valles de San Pedro y Santa María del Sur del lago.
Visitó los diferentes sitios de y pueblos navegando hacia el norte, Valles de Río Seco, Santa María, Moporo, Tocomoro, Misoa, Lagunillas, Tamare, Punta Benítez, Cabimas, La Misión, Ciruma, El Carrizal, Santa Rita.
Durmió el día 13 en Punta Benítez y el 14 como a las 8 de la mañana llegó al sitio de Cabimas. Es de destacar que el obispo llama Cabimas al sitio que visitó. Lo que enfatizamos es que aunque la misión no persistió en el tiempo, y aunque no fue la semilla de la que crecería Cabimas, la misión le dio el nombre a Cabimas.
Dice el Obispo en sus libros, Tomo 1, que los vecinos le enseñaron el sitio que habían escogido para una iglesia y que era el mismo que había visto el gobernador de Cabimas. Pasó a la misión de Punta de Piedras donde dice el Obispo existía una iglesia den 1774 bajo la invocación de San Antonio de Padua y que era una misión de Indios fundada en 1758; según él, vio en la primera hoja del libro que comprende todos los parroquiales, copió la nota del tenor siguiente: "Libro de partidas de bautismos, confirmados, matrimoniados, finados y estados de almas del pueblo de indios nombrado San Antonio de Punta de Piedras fundado en 1758, el cual consta de 365 foxas útiles.
Hizo un censo que hizo en cada pueblo que visitó en la misión vivían 25 familias en 25 casas, de comunión 23, de sola confesión 10, sin bautizar 32, varones 50, hembras 68, fuera del poblado vivían 3 familias.
En el sitio de Cabimas vivían 19 familias en 20 casas, de comunión 100, de sola confesión 7, 24 niños. En Punta Gorda 5 casas, 5 familias, de comunión 18, de sola confesión 2. Esta misión por lo que pudo ser su edificación debió ser de jurisdicción evangelizadora sobre una extensa superficie territorial.
Con este testimonio podemos deducir que el origen de lo que hoy tenemos como Cabimas están en la y que la fecha de su fundación en 1758 es válida hasta que otros documentos protocolares desautoricen a los presentados por la Biblioteca de la Academia Nacional de la Historia en la edición Fuentes para la Historia Colonial de Venezuela, 1969, coordinada por Lino Gómez Canedo.
Tomado de "Copaiba", Órgano Informativo del Centro Histórico Cabimas. Año 1, Nro. 1 de enero-Marzo de 1993

## Pueblo portátil
Familias de Maracaibo se instalaron al sur de la Misión, estableciéndose en lo que ahora es La Rosa.
Cabimas fue considerada por el obispo para su elevación a parroquia eclesiástica en 1806, pero tal honor correspondió a Santa Rita en su lugar por ser una población más grande entonces.
Los colonos se dedicaron a la extracción del coco, la pesca y la recolección de leña.
En 1815 el gobernador de la Provincia de Maracaibo Ramón Correa, decide elevar a Cabimas al rango de villa (siendo antes sitio), en honor a su fidelidad y para obtener una base de apoyo local.
Algunos vecinos de Cabimas, encabezados por Josep Antonio Bor, le solicitan al obispo Rafael Lasso de la Vega la creación de una parroquia eclesíastica con la que consolidar el pueblo. El obispo aprobó la petición y los vecinos comenzaron la construcción en 1818. Como resultado Cabimas quedó fundada como una villa de blancos.
Durante la guerra de independencia de Venezuela, Cabimas así como el Zulia permanecieron realistas, con algunas excepciones como el Teniente Tomás Vega que luchó en el ejército patriota. La misión de San Antonio de Punta de Piedras, fue abandonada durante la guerra.
No fue sino hasta 1821 que Francisco Delgado comandante de la guarnición militar de la provincia de Maracaibo se pronunció a favor de la independencia.
La reacción realista llevó a la reconquista de la provincia a manos de Francisco Tomás Morales.
Cabimas incluyendo su plaza y su iglesia fue destruida en 1822 por tropas realistas de Francisco Tomás Morales, en represalia al apoyo brindado a los patriotas, ni la misión, ni la plaza fueron reconstruidas
En 1823 el cabimero sargento Antonio Basilio Borjas lucha en la Batalla Naval del Lago de Maracaibo.
Hacia principios del siglo XX las ruinas y el recuerdo de la misión habían desparecido y de ella solo quedó el nombre. Además Cabimas quedó formada por 3 pueblos separados: Ambrosio, Cabimas (Punta Icotea) y la Rosa.

## Parroquia
Luego de la guerra, los habitantes de Cabimas mudaron el pueblo a Punta Icotea, donde establecieron el camino real y la calle el Rosario. 
Luego de la Batalla Naval del Lago, Lorenzo Romero fue a ocupar unas tierras que había heredado y se casó con Juana Villasmil, se residenciaron en la calle El Rosario de Cabimas y solicitaron al obispo un cura párroco construyendo ellos de su patrimonio la primera iglesia de Nuestra Señora del Rosario en 1829, con lo que Cabimas se convirtió en parroquia Eclesiástica. El primer párroco de la iglesia de Nuestra Señora del Rosario, fue el presbítero Juan de Dios Castro. La parroquia fue creada dentro de la Diócesis de Mérida bajo el obispo Rafael Lasso de la Vega, quien en 1818 ordenó su instalación. Se establece la plaza del templo.
- En 1840 siendo obispo José Vicente de Unda la iglesia fue elevada a parroquia. La Familia Romero Villasmil, fueron los principales propietarios de las tierras en Cabimas y otras poblaciones hasta que fueron expropiados en favor de la concesión petrolera otorgada a Antonio Aranguren por el gobierno de Cipriano Castro en 1906.
- En 1835 se crea el Cantón Altagracia.
- En 1856 se crea la parroquia civil Cabimas dentro del Cantón Altagracia. Para entonces Cabimas es un punto de refresco en la ruta del lago de Maracaibo donde los barcos procedentes de Gibraltar reponen agua y provisiones, comienzan a establecerse haciendas ganaderas.
- En 1884 es fundado el Distrito Bolívar la capital es Santa Rita, entonces la localidad de mayor población.
- En 1904 la parroquia Cabimas pasa a formar parte del Distrito Bolívar con el nombre de Parroquia Santa Cruz.
- En 1927 la parroquia toma el nombre de Cabimas.

## Explotación Petrolera
En 1906 Antonio Aranguren obtiene una concesión para extraer petróleo en los distritos Maracaibo y Bolívar. Su búsqueda de inversionistas nacionales entre 1906 y 1907 fracasa por lo que se asocia con inversionistas británicos.
En 1913 se perforó el primer pozo el R1 por la Venezuelan Oil Concessions (VOC), una subsidiaria de la Shell.
En 1917 el pozo Santa Bárbara 2 fue el primero que encontró petróleo.
En julio de 1922 comenzó la perforación del pozo los Barrosos 2 (R4), durante la perforación a percusión el pilote se quedó atascado y hubo que buscar un experto en Estados Unidos para poder continuar la perforación, la VOC estaba decepcionada del resultado de sus 3 pozos anteriores (2 secos y uno pobre) y pensaba abandonar sus operaciones si no conseguía nada. En diciembre de 1922 fue retirado el pilote, el 14 de diciembre cuando se reinició la perforación se produjo un reventón de 100.000 barriles diarios, hecho sin precedentes en la historia petrolera, con una columna de crudo de 40 m de altura visible desde Maracaibo. Cabimas ocupó las primeras planas de los periódicos. Cuenta la leyenda que los locales le llevaron un grupo de Chimbangeles para que San Benito detuviera el chorro negro que estuvo fluyendo varios días.
En sus comienzos se perforaron cientos de pozos en el campo La Rosa, formando bosques de taladros de madera algunos uno al lado del otro. Fotografías de la época muestran un grupo de pozos en el actual boulevart.
La actividad petrolera transformó el pueblo de pescadores que creció rápidamente en tamaño y población, la huella de la industria petrolera puede verse en calles con nombres de pozos como las avenidas R5 y R10 y el sector Gasplant, llamado por la primera compañía de gas natural que funcionó en el Zulia.
Los barrios originales eran La Misión, Ambrosio, Punta Icotea y La Rosa, a los que se añadieron en 1923 Santa Clara, Santa Cruz y la Gloria fundados por falconianos en las inmediaciones del pozo Los Barrosos 2. Las compañías petroleras Lago, VOC y Caribean construyeron campos para sus trabajadores: Lago: Campo Hollywood, las Cúpulas, VOC: Las 40's, Concordia, y Caribean: Amparo, Amparito.
En 1930 surgieron invasiones en terrenos aledaños a los campos y barrios originales, como Las Delicias, Tierra Negra, Miraflores y Las Cabillas.
Luego se ampliaron los campos construyendo América, Las 25 y Las 50's, Campo Blanco. 
El trazado de las calles cambió varias veces, hasta la consolidación de los barrios, ejemplo de esto son los postes de madera para electricidad, ubicados dentro de patios de Miraflores que no van a ningún lado, pero siguen el trazado de las calles de 1930.
El yacimiento trajo inmigrantes de otras regiones del país, muchos andinos, falconianos y margariteños, además de extranjeros.
Concordia fue uno de los primeros sectores nuevos, además de Miraflores, Tierra Negra y Corito (llamado así por el gran número de falconianos que lo fundaron). Concordia ya existía tan pronto como en 1926.
Junio de 1935 Carlos Gardel cantó en el teatro Cabimas, ubicado en la actual av independencia. Llegó en barco a cantar 3 canciones, tristemente se formó una riña luego de su interpretación, en su ruta de regreso a Buenos Aires saliendo directo desde Cabimas, murió en un accidente aéreo en Medellín.
En 1936 estalló una huelga petrolera, entre sus dirigentes estaban Julio Carias, Manuel Taborda y Jorge Hernández, la huelga trajo como resultado la fundación del primer sindicato de Venezuela el Sindicato de Obreros y Empleados Petroleros (SOEP), el cual todavía funciona en la misma sede en la calle el Rosario. Por otra parte, Julio Carias fue el Secretario General del Sindicato antes mencionado en 1936, el mismo fue desterrado del Estado Zulia por participar en la referida huelga, el Gobierno le captura y lo envía a la población de Pedernales, ubicada en el Estado Delta Amacuro, donde las vías de acceso eran casi inexistentes, para de ese modo aislarlo y separárlo de su esposa e hija.

## Cronología de expansión de la Ciudad
- 1936: se funda la Bonplant la primera escuela de Cabimas.
- 1940: se fundaron campos como las 40's, un grupo de 40 casas construida por las petroleras para sus trabajadores. La urbanización la Rosa (no confundir con el sector la Rosa) en la calle Chile, fue fundada para los gerentes de la petrolera, son esas casas de madera al final de la Chile, en cuyo frente hay una vía de acacias. Otros inmigrantes fundaron "la colonia inglesa", un sector de la calle el rosario con casas de madera, habitada por trinitarios, llamada así porque hablaban inglés, sin embargo eran nativos de Trinidad y Tobago y las Antillas Neerlandesas. Un aspecto de la explotación petrolera en Cabimas es que los pozos e instalaciones se encuentran al lado de las casas, es producto de los vecinos ocupando parcelas próximas a los pozos, no ha existido un ordenamiento urbano.
- 1946: se funda el liceo Hermágoras Chávez, el primer liceo de Cabimas en las instalaciones actuales de la escuela Manuel Méndez.
- A partir de los 1950's, comienzan a llegar los italianos, además de los españoles producto de la guerra civil española y la Segunda Guerra Mundial. Los italianos provenían todos de la región de Toscana, del pueblo de Vicenza y unos ayudaban a otros a instalarse.
- 1952: se funda la Escuela Técnica Industrial Juan Ignacio Valbuena. A partir de ese mismo año opera en el Campo La Rosa, la Creole Petroleum Corporation.
- 1952-1958: Durante el gobierno de Marcos Pérez Jiménez se planifica el crecimiento de la ciudad hacia el este y se construyen Los Laureles, Pérez Jiménez además construyó los tanques de agua del Instituto de Obras Sanitarias (INOS) para darle agua potable a Cabimas, uno en la H otro en Punta Icotea. Además de construir la av Carnevalli (originalmente con otro nombre el nombre de uno de sus ministros, Alberto Carnevalli era más bien alguien que conspiró para derrocar a Pérez Jiménez, una vez caído el régimen el nombre de Carnevalli fue puesto a la avenida).
- 1959: Inundación del casco central de Cabimas y Tierra Negra, los galpones construidos para ubicar a los damnificados se convirtieron en el sector Nueva Cabimas. Sin embargo todavía en 1970 parte de la calle independencia era de tierra.
- 1963: Víctor Davalillo ingresa en la Grandes Ligas con los Indios de Cleveland.
- 1965: la Iglesia Nuestra Señora del Rosario es elevada a Catedral y es fundada la Diócesis de Cabimas su primer obispo fue Monseñor Donato Constantino Maradei. La primera parroquia dependiente de la nueva catedral fue la iglesia San Juan Bautista de la Rosa vieja instalada ese mismo año.
- 1968: Para este año la ciudad tenía más o menos su tamaño y trazado de calles actual con algunas diferencias: Inexistencia de la av Carabobo, estaba ocupada por casas. No existía Buena Vista ni la extensión de las 40's (actual De Cándido y Farmatodo) en su lugar había 2 patios de tanques. Más pozos activos en las calles y más separadores de crudo, algunos pozos y sus oleoductos dictaron el trazado de algunas calles como en los sectores 26 de julio y Delicias Nuevas. No existía el Golfito, en su lugar había un terreno baldío que fue el Club de Golf Coquivacoa de la Lago Petroleum Corporation. No existía el Solito. La calle Carabobo solo llegaba hasta el estadio Venoil, sin llegar a la Av Andrés Bello. El resto era casi igual que en la actualidad hasta con las mismas calles. Algunos nombres de calles eran las vías de acceso a pozos y estaban nombrados según el sistema de coordenadas diseñado para ubicarlos, F, G, H, J, K, L, M, las coordenadas norte sur se nombraban con números 1,2,3,4, etc, sin embargo cada bloque tenía cuatro calles, por lo que resultó en 31,32,33,34,41,42,43,44,51, etc. Los sectores al oeste de la 31 ya existían, por eso no hay en Cabimas 21,22,23,24 como en Tía Juana. 32 por ejemplo significa segunda calle del clúster 3. Otras tienen nombres de pozos R5, R10 o hasta sectores con nombres de instalaciones: Gasplant. Sin embargo en 1968 se estaba construyendo el Centro Cívico (anteriormente ocupado por cocoteros) y la av Intercomunal. Antes de la av Intercomunal existía una carretera de 2 canales llamada la Nacional, con un asfaltado muy malo recordado por lo resbalozo, por eso la letra de la gaita Virgen del Rosario dice: "una capa por encima de petróleo mal echado, ese es el gran asfaltado de las calles de Cabimas", también dice: "hablan como 30 loros cuando algo le van a hacer, Cabimas debe tener las calles hechas de oro". La carretera nacional seguía el trazado de la Intercomunal actual hasta R10, luego seguía por la orilla del Lago hasta Lagunillas, varias veces paralela al muro. De R10 hasta Lagunillas en vez de Av Intercomunal había una vía férrea. Con la construcción del Puente sobre el lago, se remodeló la nacional, eliminando la vía férrea y ampliando los canales de 3 a 4 con isla de por medio, en 1968 iban por la H en 1980 llegó a Lagunillas convirtiéndose en la Intercomunal actual.
- 1970: se inaugura el Centro Cívico de Cabimas, sustituye el antiguo mercado Paseo Sorocaima ubicado en las calles entre el lago y la av Independencia. El terminal de pasajeros pasa de la plaza Bolívar al Centro Cívico.
- 1972: por gestión del obispo Monseñor Marco Tulio Ramírez Roa, la antigua sede de la escuela Shell, es donada para establecer estudios integrados de la Universidad del Zulia en Cabimas, siendo la primera universidad del municipio, posteriormente en 1976 se convertirá en facultad de ingeniería en 1996 en Núcleo LUZ COL.
- 1974: La escuela de la Shell se convierte en la facultad de Ingeniería de la Universidad del Zulia, esta donación de la Shell se obtuvo por gestión de Monseñor Marco Tulio Ramírez Roa, cuyo nombre lleva ahora el edificio.
- 1974: Se funda el Colegio Universitario Industrial de Cabimas (CUNIC).
- 1974: Comienza a funcionar Estudios Integrados de la Universidad del Zulia, en la antigua sede de la escuela Shell (Av Universidad con Carretera H).
- 1974: Neyla Moronta, nativa de Cabimas gana el Miss Venezuela.
- 1976: la Creole Petroleum Corporation entrega los campos La Rosa, la Salina y Punta Benítez a PDVSA, y pasan a manos de la filial de PDVSA Lagoven.
- 1980: se culmina la av Intercomunal se construye el CC la Fuente.
- 1983: comienza la construcción de Gran Sabana, el Banco de los Trabajadores de Venezuela (BTV) que lo construía quebró y la obra quedó suspendida hasta 1986.
- 1983: es fundada la Universidad Nacional Experimental Rafael María Baralt (UNERMB), establece su sede inicial en el antiguo hospital en Punta Icotea hasta la construcción de su sede principal en el sector Los Laureles.
- 1986: Fundación de "El Golfito".
- 1987: se construye el nuevo edificio de ingeniería de Cabimas, se construye el edificio de ciencias económica y educación de LUZ en Cabimas.
- 1988: Inauguración del conjunto residencial Gran Sabana, Villa Delicias, Playa Verde, Ambrosio y Copaiba son anteriores.

## Municipio Cabimas

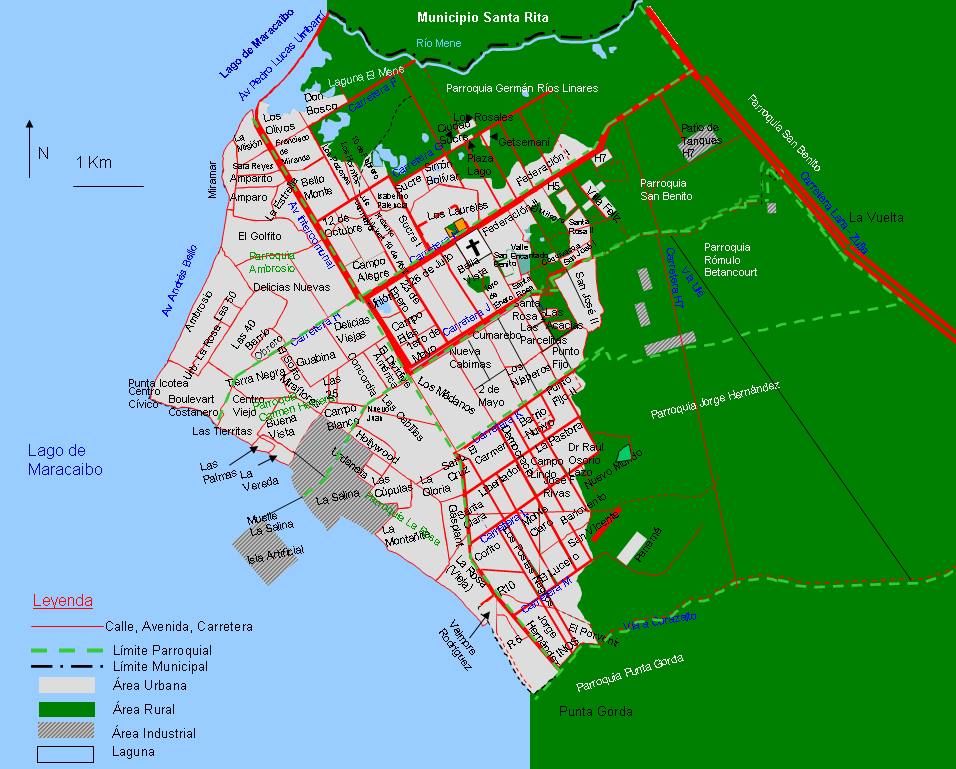
Mapa de la ciudad de Cabimas, sólo se muestran las calles principales y las que sirven de límite a los sectores, existen muchas más calles secundarias

En 1989 con la reforma de la organización político territorial de Venezuela se creó el municipio Cabimas y es electo como alcalde Hernán Alemán. La alcaldía de Cabimas se instaló en las antiguas oficinas en el Centro Cívico.
Anteriormente Cabimas formó parte del Distrito Bolívar el cual originalmente comprendía los municipios Santa Rita, Cabimas, Simón Bolívar, Lagunillas y Valmore Rodríguez, en 1978 Lagunillas y Valmore Rodríguez se separan como Distrito Lagunillas. En 1989 el municipio Cabimas estaba formado por los municipios Cabimas y Simón Bolívar.
- 1990 Instalación de la alcaldía de Cabimas.
- 1990 Inicia la sociedad histórica de Cabimas se encuentra la Misión.
- 1991 Reacondicionamiento del estadio Víctor Davalillo, primera temporada de Petroleros de Cabimas.
- 1995 La Parroquia Manuel Manrique y parte de la Parroquia Urdaneta se separan del municipio Cabimas para formar el nuevo Municipio Simón Bolívar de capital Tía Juana. El resto de la parroquia Urdaneta que quedó como municipio Cabimas pasa a llamarse Parroquia Arístides Calvani. La Parroquia Ambrosio es dividida en las Parroquias Ambrosio y Carmen Herrera, la Parroquia Jorge Hernández es dividida en Parroquia Rómulo Betancourt y Parroquia Jorge Hernández y la Parroquia Germán Ríos Linares es dividida en las parroquias Germán Ríos Linares y San Benito.
- 1995 Noé Acosta es electo alcalde. Debido a la constituyente de 1999 y a la coincidencia de varias elecciones, la elección de alcalde fue suspendida hasta el 2000 (el período era 1995-1998), en el 2000 bajo la constitución de 1999 fue elegido alcalde Hernán Alemán.
- 1995 Construcción del Mercado de Minoristas.
- 1995 El escultor local Lucidio González creó el Monumento al trabajador Petrolero, promovido por la alcaldía de Cabimas.
- 1995 Las facultades de la Universidad del Zulia en Cabimas pasan a ser Núcleo LUZ - COL. El CUNIC pasó a ser Instituto Universitario de Tecnología de Cabimas (IUTC).
- 1996 Las filiales de refinación Lagoven, Maraven y Corpoven se fusionan y pasan a llamarse PDVSA. Se entregó el campo La Rosa en concesión a la compañía alemana Preussag Energie.
- 1997 Se construyen los bohíos de Puerto Azul o Bohios de Noe, actualmente llamados parador Turístico Laguna Azul en la entrada de Cabimas, luego de su remodelación.
- 1997 La alcaldía funda la Policía Municipal IMPOLCA
- 1998 Consolidación de barrios como El Golfito.
- 1998 Construcción de Torino Plaza.
- 1998 Construcción de El Domo. Cabimas es una de las sedes de los XVIII Juegos Centroamericanos y del Caribe.
- 2000 Comienza la ampliación de la carretera H.
- 2004 por gestiones de los alcaldes de la COL las petroleras comienzan a pagar impuestos municipales, Preussag Energie se rehúsa y la concesión queda para la operadora Venezolana Suelopetrol.
- 2005 Construcción del distribuidor el Rosario.
- 2007 El 60 % de las acciones de Suelopetrol pasa a PDVSA y cambia su nombre a Petrocabimas.
- 2007 Construcción del distribuidor San Benito en H7.
- 2008 El 23 de noviembre, Félix Bracho Navas es electo alcalde del Municipio para un periodo de 4 años (2008-2012), por el partido oficial PSUV.
- 2009 con la reforma de Impolca ahora Policabimas, se crean los puestos de control o alcabalas de la F, la Pedro Lucas y la H.
- 2010 el IUTC pasa a ser Instituto Universitario Politécnico de Cabimas, convirtiéndose en la tercera universidad pública del municipio.
- 2011 Se re-inaugura parcialmente la plaza Bolívar de Cabimas.

## Deporte
Equipos de las diferentes modalidades:
- Los Petroleros de Cabimas. 1991-95 (Liga Venezolana de Béisbol Profesional)
- Delfines de Cabimas (Liga Profesional de Baloncesto de Venezuela)
- Caciques Cabimas Rugby Football Club
- Tigres de Cabimas Rugby Football Club